# Gevlekte molmzweefvlieg
De gevlekte molmzweefvlieg (Brachypalpus laphriformis) is een vliegensoort uit de familie van de zweefvliegen (Syrphidae). De wetenschappelijke naam van de soort is voor het eerst geldig gepubliceerd in 1816 door Fallen.